# Flughafen Lamezia Terme

i7
i11
i13
Der Flughafen Lamezia Terme (italienisch Aeroporto di Lamezia Terme; IATA-Code: SUF, ICAO-Code: LICA) liegt bei Lamezia Terme im italienischen Kalabrien. Der IATA-Flughafencode SUF ist von Sant’Eufemia abgeleitet, dem Ortsteil von Lamezia Terme, der am nächsten am Flughafen liegt. Der 1976 eröffnete Flughafen wird von der Società Aeroportuale Calabrese S.p.A. (SACAL) betrieben.

## Regionales Verkehrskonzept
Von den drei Verkehrsflughäfen Kalabriens ist Lamezia Terme mit rund drei Millionen Passagieren jährlich (bis 2019) der mit Abstand verkehrsreichste. Er dient vor allem der Erschließung der nördlich davon gelegenen tyrrhenischen Küste der Region und ist intermodal gut an die Autobahn A2, die Bahnstrecke Tirrenica Meridionale und den Containerhafen Gioia Tauro angebunden. Zum Einzugsbereich des Flughafens gehören die Städte Cosenza, Catanzaro und Vibo Valentia sowie Touristenorte wie Tropea. Der Flughafen Reggio Calabria dient eher dem westlichen Teil Kalabriens und der sizilianischen Stadt Messina, der kleine Flughafen Crotone vor allem der touristischen Entwicklung der Südküste am Ionischen Meer. Der Flughafen Lamezia Terme profitiert von seiner zentralen Lage in Kalabrien, einer Region mit nur zwei Millionen Einwohnern.

## Anbindung
Zwei Kilometer nordöstlich des Flughafens befindet sich bei Sant’Eufemia der Hauptbahnhof von Lamezia Terme (Stazione Centrale di Lamezia Terme). Von der entlang der tyrrhenischen Küste verlaufenden Bahnstrecke zweigt hier eine Nebenbahnstrecke nach Lamezia Terme (Stadt), Catanzaro und weiter zur ionischen Küste ab. Bislang verkehren zwischen dem Flughafen und dem Hauptbahnhof Busse, ein Bahnanschluss zum Flughafen ist geplant.
Vom Flughafen aus sind die Touristenorte an der tyrrhenischen Küste über die Staatsstraße 18 und einige kürzere Nebenstrecken leicht zu erreichen. Cosenza im Norden und Gioia Tauro im Süden sind über die Autobahn A3 angebunden, Catanzaro im Osten über die Staatsstraße 280.

## Fluggesellschaften und Ziele
Die größte Fluggesellschaft vor Ort ist Ryanair, die zwei Flugzeuge in Lamezia Terme stationiert hat. Weitere große Gesellschaften in Lamezia Terme sind easyJet und ITA Airways.
Im deutschsprachigen Raum bietet Ryanair Flüge nach Frankfurt-Hahn, Karlsruhe, Memmingen und Wien an. Austrian fliegt nach Wien, Condor nach München, Frankfurt und Düsseldorf, easyJet nach Genf und Basel, Edelweiss Air nach Zürich, Eurowings nach Düsseldorf, Köln/Bonn, Stuttgart, Hannover, Salzburg und Innsbruck. Außerdem werden Flüge von Lufthansa nach Frankfurt und München angeboten.
Innerhalb Italiens fliegt ITA Airways, Ryanair, easyJet, Neos, Aeroitalia und Skyalps.

## Infrastruktur
Der Flughafen hat ein Passagierterminal und ein Frachtterminal. Deren Ausbau und die Errichtung eines Bahnhofes ist vorgesehen. Die Start- und Landebahn wurde 2016 von 2400 auf 3000 Meter verlängert. Für die Landeschwelle 28 steht ein ILS CAT I bereit. Im Nordwesten befindet sich ein militärischer Teil, auf dem hauptsächlich Hubschrauber stationiert sind.

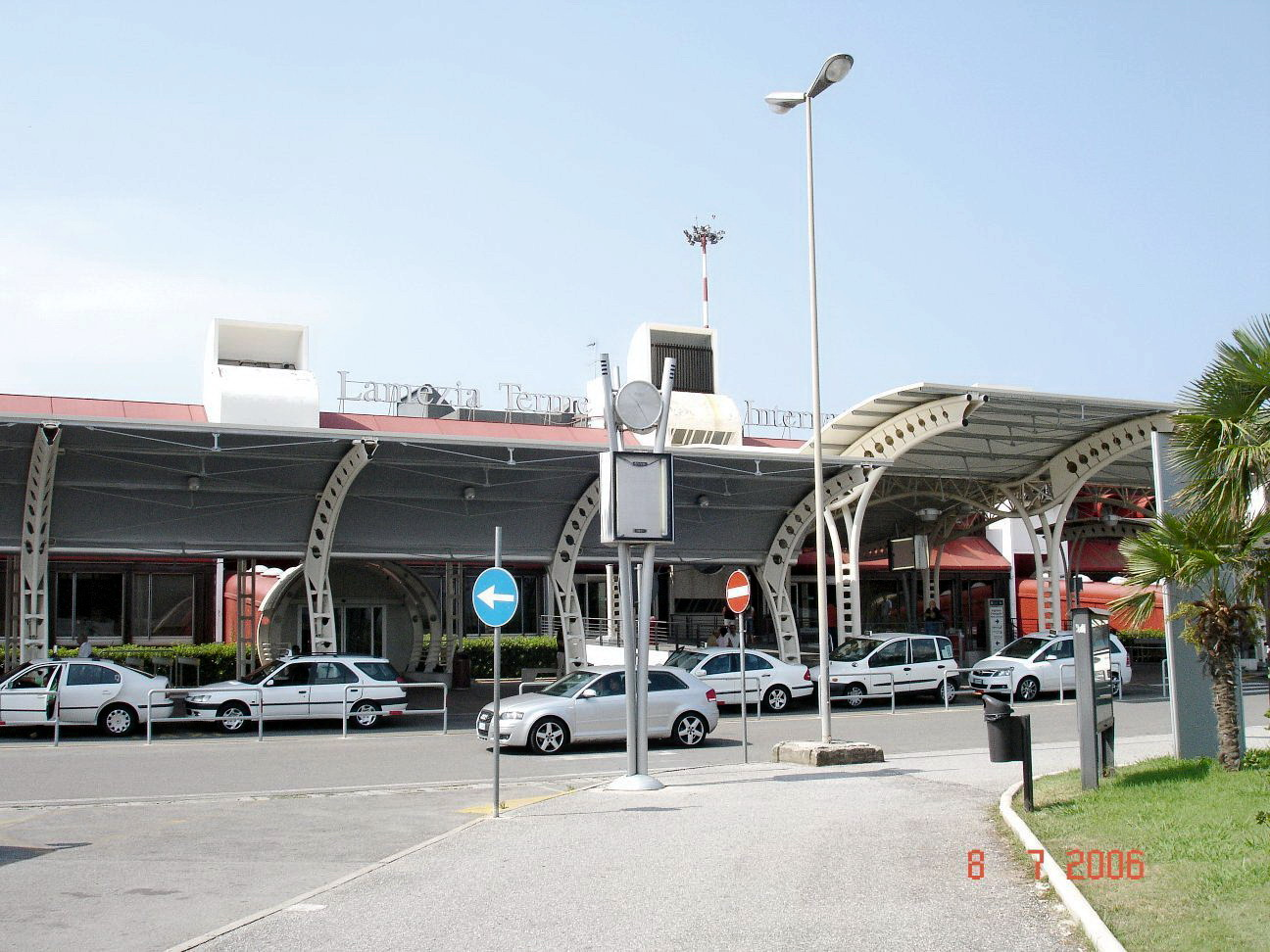
Zufahrt
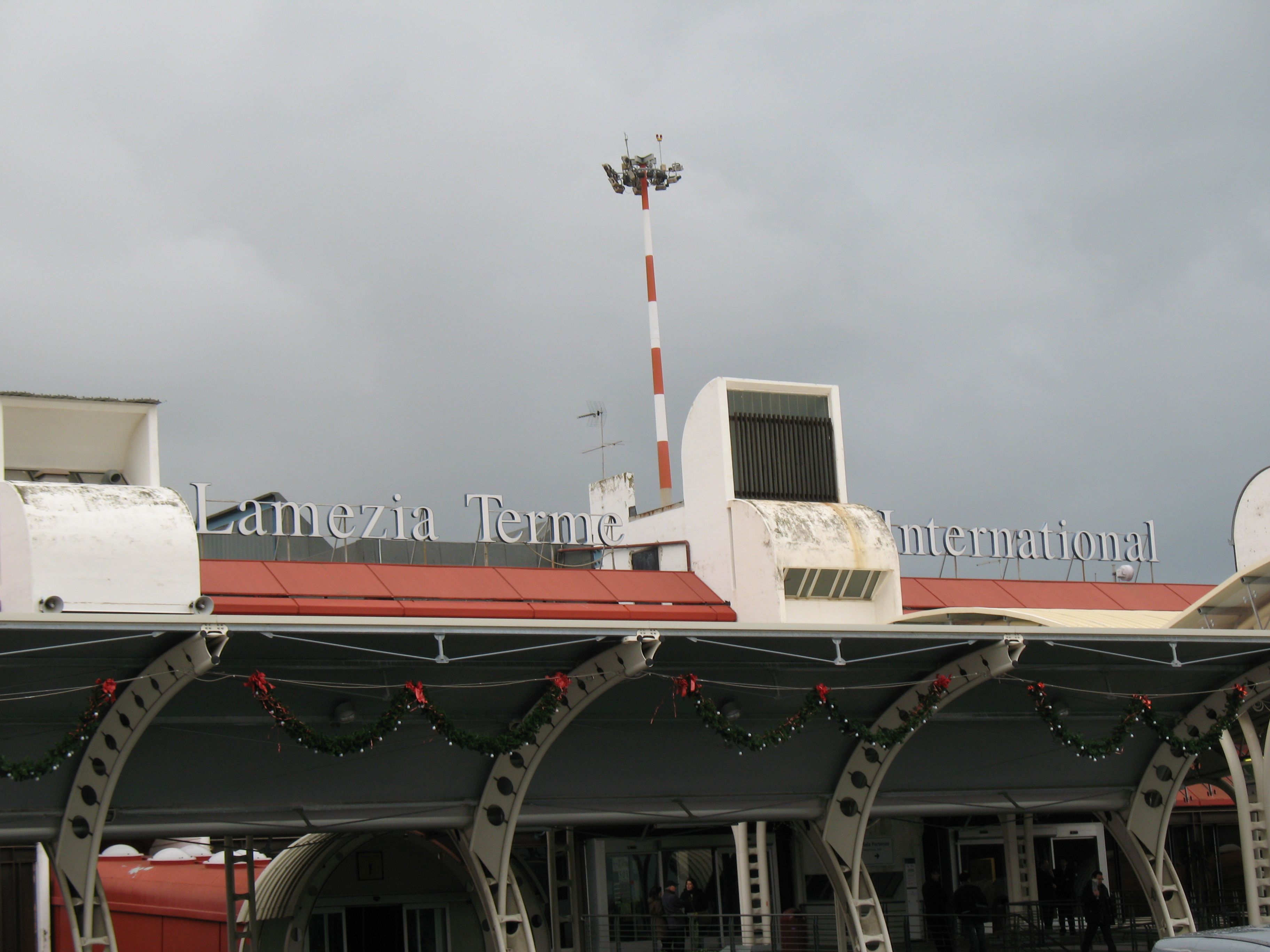
Terminal mit Schriftzug
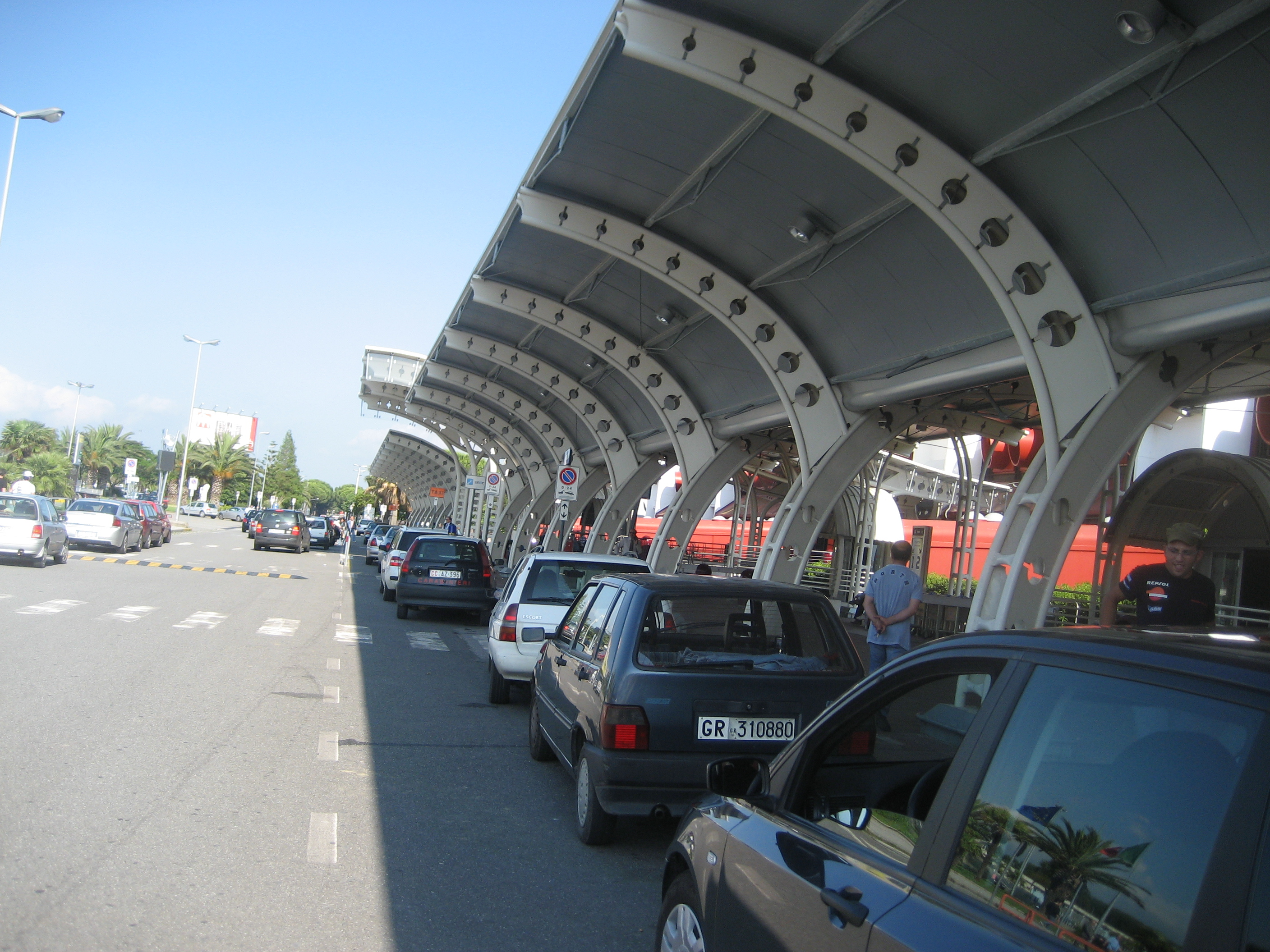
Vor dem Terminal
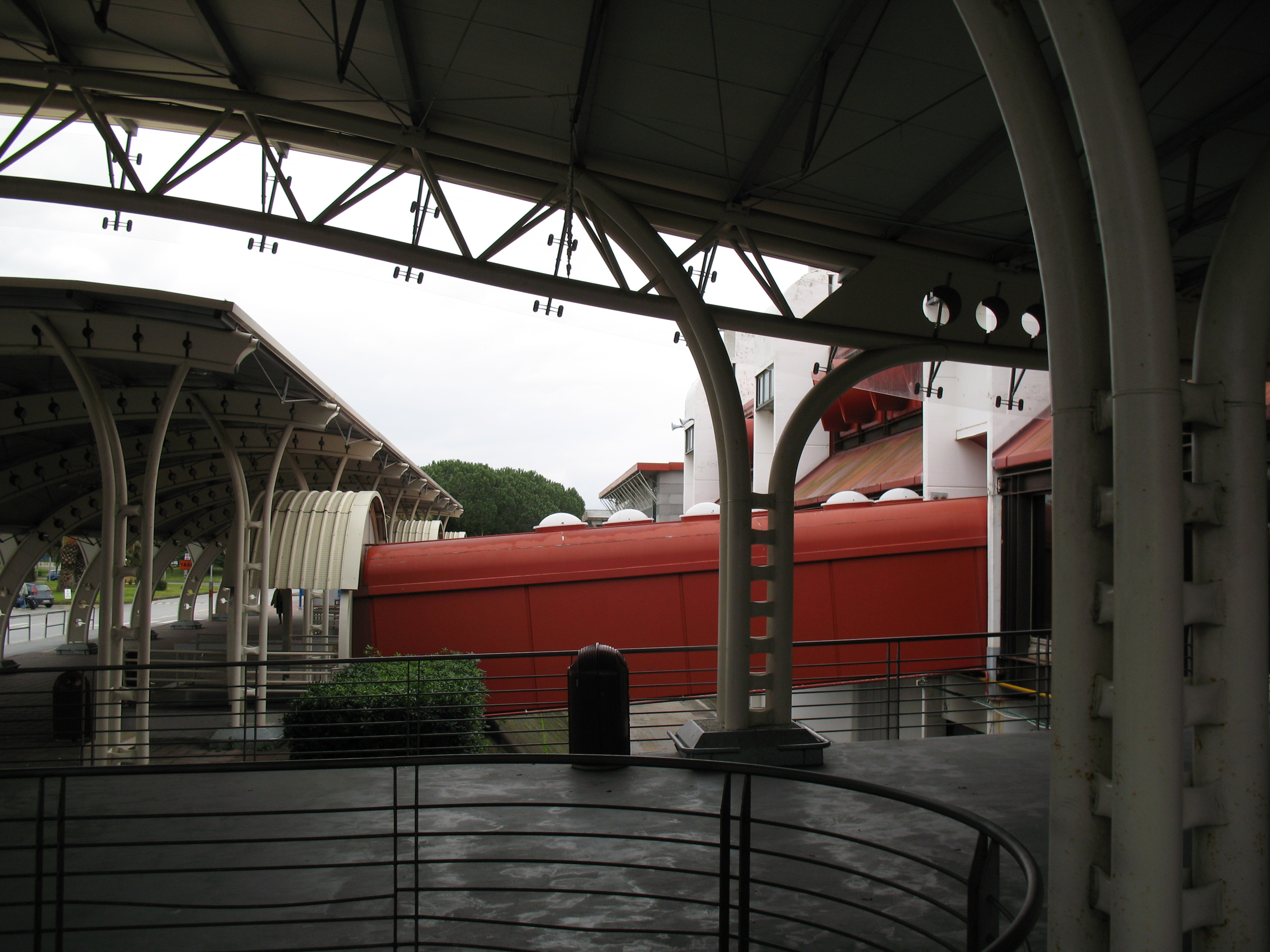
Eingangsbereich
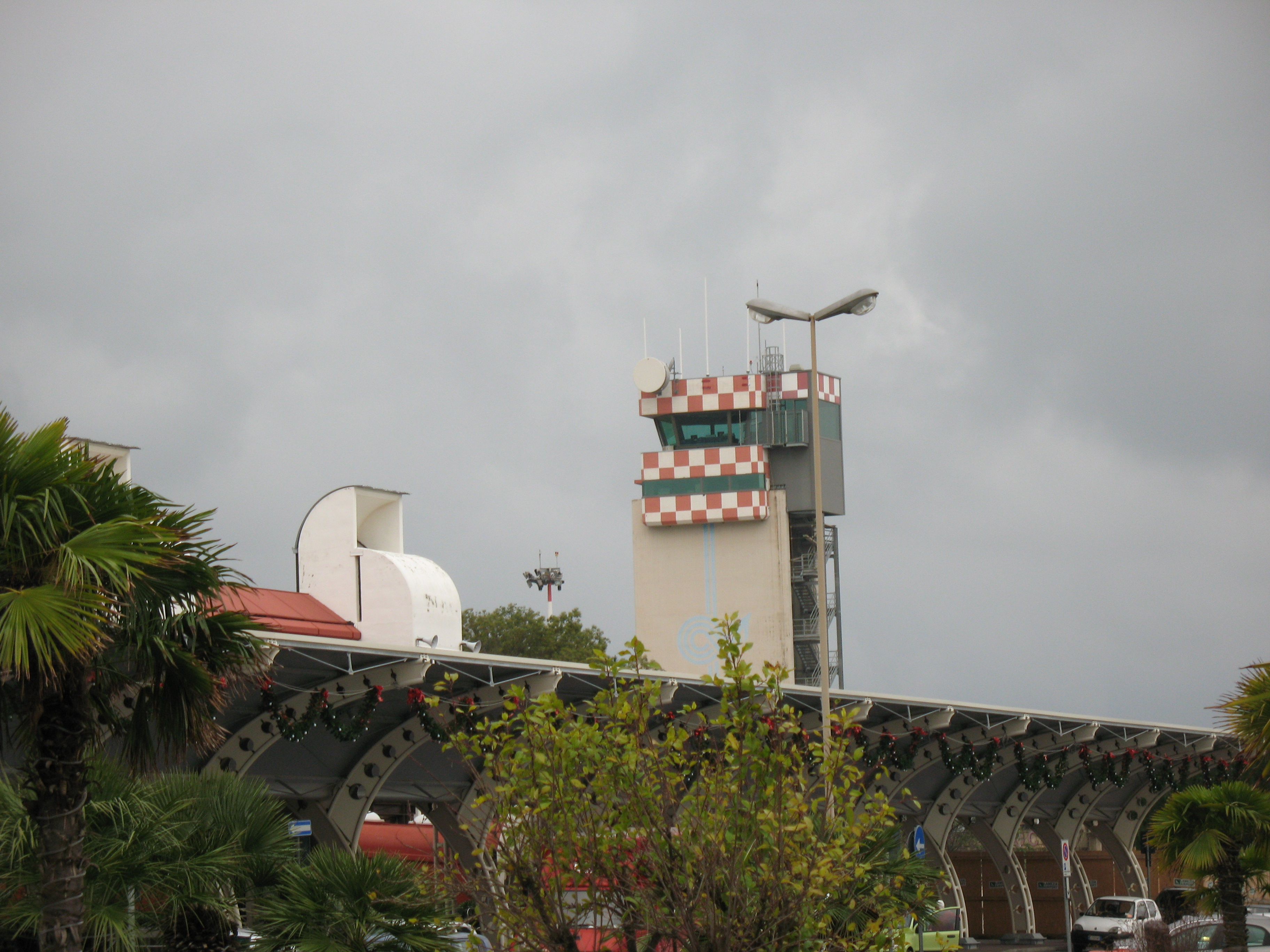
Tower
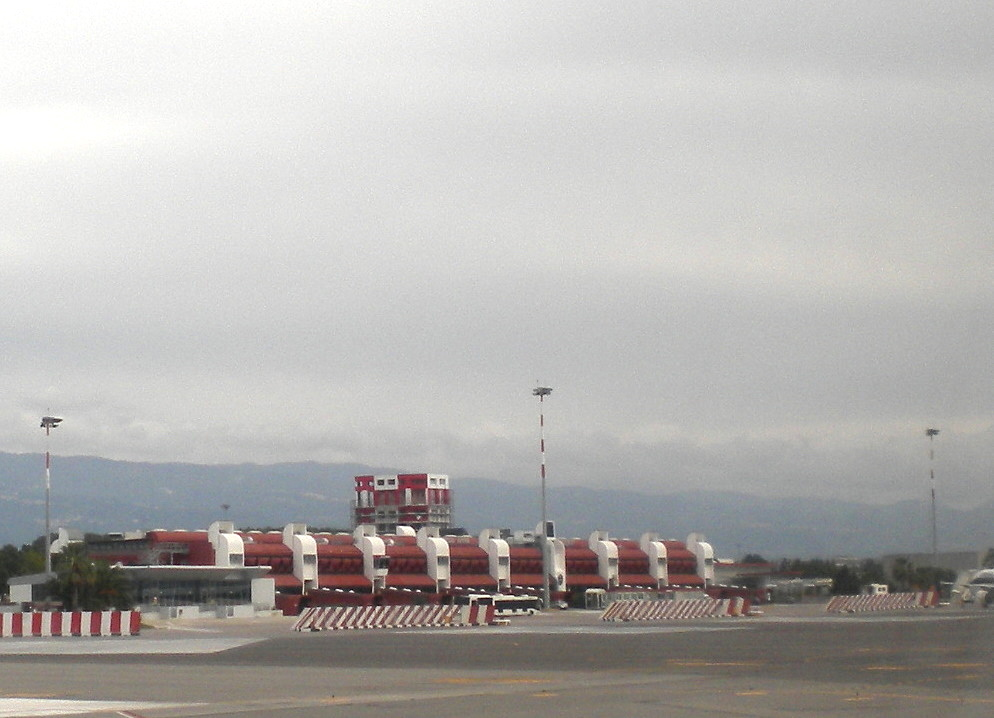
Terminal airside
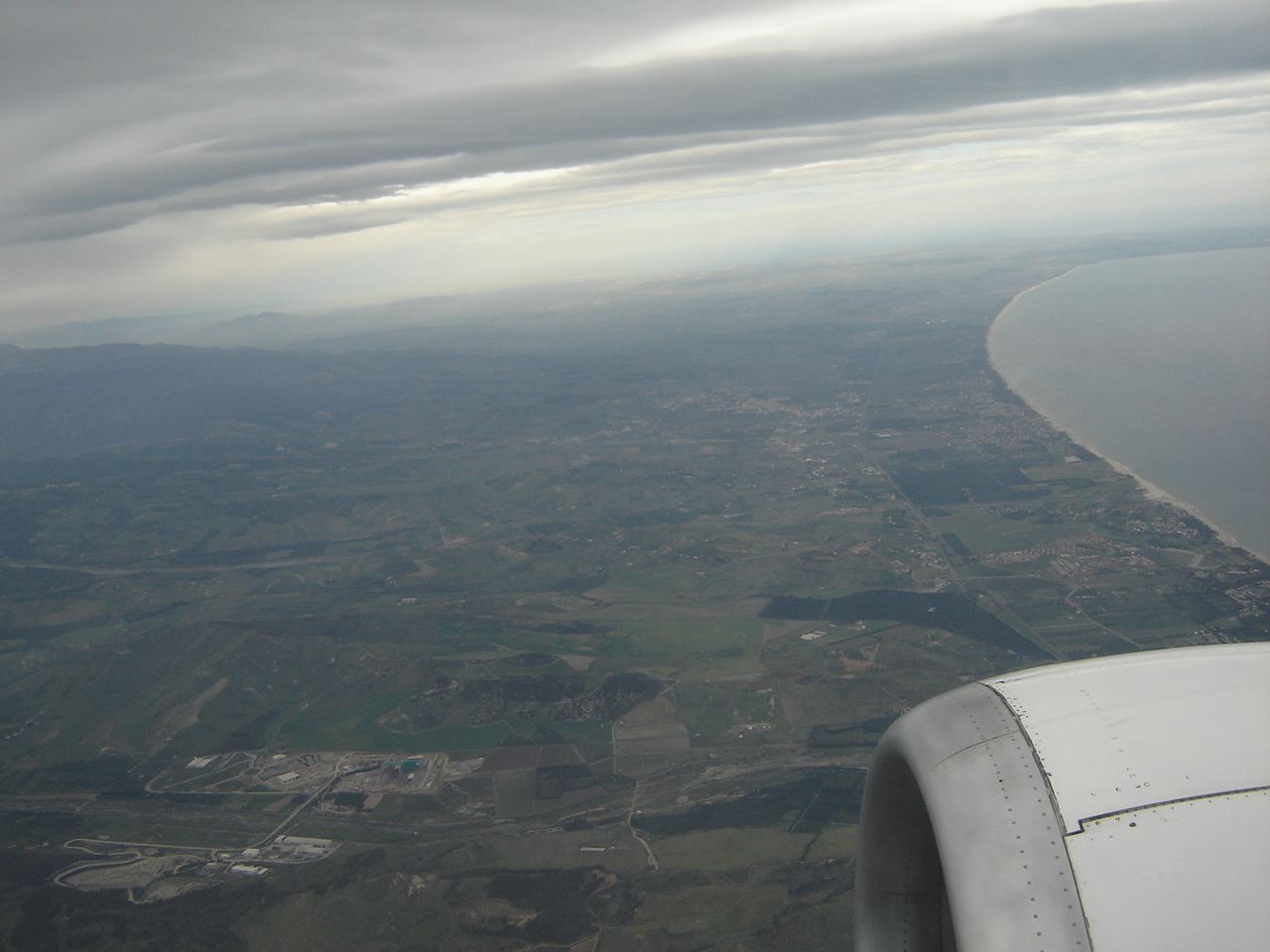
Landung in Lamezia Terme